# Harry Lennix
Harry Joseph Lennix III (Chicago, Illinois, 16 de noviembre de 1964) es un actor estadounidense. Es conocido por sus papeles como Terrence "Dresser" Williams en la película de Robert Townsend The Five Heartbeats (1991) y como Boyd Langton en la serie de ciencia ficción Dollhouse. Lennix es coprotagonista de Harold Cooper, director adjunto de la división antiterrorista del FBI, en el drama de la NBC The Blacklist. Lennix interpretó al General y luego Secretario de Defensa Calvin Swanwick / J'onn J'onzz / Martian Manhunter en el Universo extendido de DC.

## Biografía
El menor de cuatro hermanos, Lennix nació en Chicago (Illinois), hijo de Lillian C. (de soltera Vines), una lavandera, y de Harry Lennix Jr., un maquinista. Su madre era afroamericana y su padre era un criollo de Luisiana. Lennix asistió al Quigley Preparatory Seminary South y a la Northwestern University, donde se especializó en interpretación y dirección. En su último año en Northwestern, fue coordinador de la organización estudiantil afroamericana "For Members Only".

## Carrera
Lennix actuó en la película para televisión de Showtime Networks Keep the Faith, Baby (2002) como el reverendo Adam Clayton Powell Jr., que fue un legendario congresista de Harlem de 1944 a 1972; en la película Titus (1999), basada en la obra de Shakespeare Titus Andronicus, como Aaron the Moor; y en la serie de televisión de ABC Commander in Chief. Actualmente, Lennix coprotagoniza el papel de Harold Cooper, director adjunto de la división antiterrorista del FBI, en el drama de la NBC The Blacklist, que se estrenó el 23 de septiembre de 2013.
En el cine, Lennix ha tenido papeles secundarios como Los cinco latidos (1991), Comfortably Numb (1995), Get on the Bus (1996), Love & Basketball (2000), la serie Matrix (1999-2003), Ray (2004), Barbershop 2: Back in Business (2004), Stomp the Yard (2007) y State of Play (2009).
En televisión, tuvo un papel recurrente en Diagnosis: Murder como el agente Ron Wagner, así como un papel de voz en off en la serie animada Legion of Super Heroes. También tuvo un papel recurrente en la sexta temporada de 24 como el ficticio activista musulmán de los derechos civiles Walid Al-Rezani. Apareció en la serie House M.D. como un trompetista de jazz paralizado, y en seis episodios de ER como el Dr. Greg Fischer También apareció en el episodio "The Blame Game" de la primera temporada de Ally McBeal. Interpretó los papeles de Boyd Langton en la serie de Joss Whedon Dollhouse y el del presidente estadounidense Barack Obama en el programa de sketches cómicos Little Britain USA.
En 2007, fue jurado oficial del primer Festival de Cine Iraní Noor.
En julio de 2014, formó su propia productora Exponent Media Group (EMG) junto con su antiguo socio Steve Harris. EMG tenía un acuerdo de distribución con los estudios NEHST para tres de los títulos de la compañía: Mr. Sophistication, H4 (una versión callejera de Enrique IV de William Shakespeare, que también protagonizó) y Revival!.
En 2018, fue nombrado miembro de la Academia de las Artes y las Ciencias Cinematográficas, que otorga los Óscar anualmente.
Lennix se casó con la banquera de inversiones Djena Graves en junio de 2009.

## Filmografía

### Film
| Año  | Título                                                 | Rol                              | Notas                                |
| ---- | ------------------------------------------------------ | -------------------------------- | ------------------------------------ |
| 1989 | A Mother's Courage: The Mary Thomas Story              | Nero                             | Película para TV                     |
| 1989 | The Package                                            | Soldado de campo de Johnny       |                                      |
| 1990 | Perry Mason: The Case of the Defiant Daughter          | Fiscal Keith Warner              | Película para TV                     |
| 1991 | The Five Heartbeats                                    | Dresser                          |                                      |
| 1991 | Victimless Crimes                                      | Baker                            |                                      |
| 1992 | Mo' Money                                              | Tom Dilton                       |                                      |
| 1992 | In the Best Interest of the Children                   | Tim Coffey                       | Película para TV                     |
| 1992 | Bob Roberts                                            | Franklin Dockett                 |                                      |
| 1994 | Guarding Tess                                          | Kenny Young                      |                                      |
| 1994 | Notes in a Minor Key                                   | Teddy                            | Corto                                |
| 1994 | Vanishing Son II                                       | Andre Laine                      | Película para TV                     |
| 1994 | Vanishing Son IV                                       | Andre Laine                      | Película para TV                     |
| 1995 | Clockers                                               | Bill Walker                      |                                      |
| 1995 | Nothing But the Truth                                  | Det. Vernon Jones                | Television film                      |
| 1995 | Comfortably Numb                                       | Hamlin Day                       |                                      |
| 1996 | Get on the Bus                                         | Randall                          |                                      |
| 1997 | Chicago Cab                                            | Novio enojado                    |                                      |
| 1997 | Friends 'Til the End                                   | Prof. Gunderson                  | Película para TV                     |
| 1997 | Too Close to Home                                      | Fiscal                           | Película para TV                     |
| 1998 | Since You've Been Gone                                 | Jordan Cardozo                   | Película para TV                     |
| 1999 | The Unspoken                                           | Reverendo Bob                    |                                      |
| 1999 | Titus                                                  | Aaron                            |                                      |
| 2000 | Love & Basketball                                      | Nathan Wright                    |                                      |
| 2000 | The Artist's Journey: Funk Blast                       | The Guide                        |                                      |
| 2001 | All or Nothing                                         | Jackson                          | Video                                |
| 2001 | American Temp                                          | Fred Caesar                      | Corto                                |
| 2001 | Home Invaders                                          | -                                |                                      |
| 2002 | Pumpkin                                                | Robert Meary                     |                                      |
| 2002 | Collateral Damage                                      | Agente del FBI Dray              |                                      |
| 2002 | Don't Explain                                          | Lee                              |                                      |
| 2002 | Never Get Outta the Boat                               | Brandon                          |                                      |
| 2002 | Keep the Faith, Baby                                   | Adam Clayton Powell Jr.          | Película para TV                     |
| 2003 | Black Listed                                           | Karl Bennett                     |                                      |
| 2003 | The Matrix Reloaded                                    | Comandante Lock                  |                                      |
| 2003 | The Human Stain                                        | Sr. Silk                         |                                      |
| 2003 | The Matrix Revolutions                                 | Lock                             |                                      |
| 2004 | Chrystal                                               | Kalid                            |                                      |
| 2004 | Barbershop 2: Back in Business                         | Quentin Leroux                   |                                      |
| 2004 | Suspect Zero                                           | Rich Charleton                   |                                      |
| 2004 | Ray                                                    | Joe Adams                        |                                      |
| 2005 | Trespass                                               | Papi                             | Corto                                |
| 2006 | Sharif Don't Like It                                   | Tom                              |                                      |
| 2007 | Stomp the Yard                                         | Nate                             |                                      |
| 2007 | Resurrecting the Champ                                 | Bob Satterfield Jr.              |                                      |
| 2007 | Across the Universe                                    | Sargento del ejército            |                                      |
| 2008 | Fly Like Mercury                                       | Entrenador                       |                                      |
| 2009 | State of Play                                          | Detective Bell                   |                                      |
| 2009 | The Interview                                          | Draco                            | Corto                                |
| 2011 | Hound Dogs                                             | Skip                             | Película para TV                     |
| 2012 | The Last Fall                                          | Ron Davis                        |                                      |
| 2012 | H4                                                     | Rey Henry IV                     |                                      |
| 2012 | A Beautiful Soul                                       | Jeff Freeze                      |                                      |
| 2013 | Evidence                                               | Ben Tuttle                       |                                      |
| 2013 | Man of Steel                                           | Calvin Swanwick                  |                                      |
| 2013 | Sunny and RayRay                                       | Lenotti                          |                                      |
| 2013 | They Die by Dawn                                       | Sheriff Bass Reeves              |                                      |
| 2013 | Lorraine                                               | Father                           | Short                                |
| 2013 | Keep Pushing                                           | Staff Sergeant Hoover            | Short                                |
| 2014 | Cruel Will                                             | Dr. Frances                      |                                      |
| 2014 | Cru                                                    | Diego Glass                      |                                      |
| 2014 | Stand Down Soldier                                     | Oficial Freeman                  |                                      |
| 2014 | The Algerian                                           | Suleyman                         |                                      |
| 2014 | The Fright Night Files                                 | Ronald                           | Película para TV                     |
| 2015 | Justice League: Throne of Atlantis                     | Black Manta                      | Voz, directo a video                 |
| 2015 | 72 Hours                                               | Dios                             |                                      |
| 2015 | Back to School Mom                                     | Lawrence Riley                   |                                      |
| 2015 | Chi-Raq                                                | Comisionado Blades               |                                      |
| 2016 | Batman v Superman: Dawn of Justice                     | Swanwick                         |                                      |
| 2016 | Macbeth Unhinged                                       | Banquo                           |                                      |
| 2016 | Timeless                                               | Johnson                          |                                      |
| 2016 | For the Love of Christmas                              | God                              |                                      |
| 2016 | Alternate Universe: A Rescue Mission                   | Director Sheehan                 |                                      |
| 2016 | Retribution                                            | Captain Tucker                   |                                      |
| 2017 | Needlestick                                            | Ray LeGro                        |                                      |
| 2017 | Romeo and Juliet in Harlem                             | Capulet                          |                                      |
| 2018 | That's Harassment                                      | Político                         | Corto                                |
| 2018 | Rehabilitation of the Hill                             | Davidson Livingston              |                                      |
| 2018 | Canal Street                                           | DJ Terrance Palmer               |                                      |
| 2018 | Revival!                                               | Pilate                           |                                      |
| 2020 | Grey Streets                                           | Cardenal Ford                    | Corto                                |
| 2020 | Emperor                                                | Frederick Douglass               |                                      |
| 2020 | Lazaretto                                              | Sufyan                           | Corto                                |
| 2020 | Troubled Waters                                        | Ron Waters                       |                                      |
| 2021 | Zack Snyder's Justice League                           | J'onn J'onzz / Martian Manhunter | Corte del director de Justice League |
| 2021 | The Almighty Street Team                               | Calvin Chase/Black Aizan         |                                      |
| 2021 | The Musical Adventures of Afro Banzai - The Table Read | Dean Harry L. Coltrane/Narrator  | Video                                |
| 2021 | Nothing Is Impossible                                  | Russell Banks                    |                                      |
| 2021 | A Christmas Together With You                          | Frank                            | Película para TV                     |
| 2022 | Super Turnt                                            | Sr. Denver                       |                                      |
| 2022 | Curse of the Macbeths                                  | Banquo                           |                                      |

### Televisión
| Año       | Título                           | Rol                              | Notas                                                          |
| --------- | -------------------------------- | -------------------------------- | -------------------------------------------------------------- |
| 1986      | Jack and Mike                    | Miembro de la Fraternidad        | Episodio: "Personal Foul"                                      |
| 1995–96   | The Client                       | Daniel Holbrook                  | Rol recurrente                                                 |
| 1996      | The Parent 'Hood                 | Sargento Rutledge                | Episodio: "Goodfella"                                          |
| 1996      | Murder One                       | David Bronson                    | Episodio: "Chapter Eleven"                                     |
| 1997      | Murder One                       | Sr. Parnell                      | Episodio: "Chapter Ten, Year Two"                              |
| 1997      | ER                               | Dr. Greg Fischer                 | Rol secundario (temporada 3)                                   |
| 1997      | Living Single                    | Clayton Simmons                  | Episodio: "The Best Laid Plans"                                |
| 1997–98   | Diagnosis: Murder                | Agente Ron Wagner                | Rol recurrente (temporada 5)                                   |
| 1998      | Ally McBeal                      | Ballard                          | Episodio: "The Blame Game"                                     |
| 1998      | Any Day Now                      | Garrett                          | Episodio: "Unfinished Symphony"                                |
| 1998      | The Practice                     | Abogado Wayland Holmes           | Episodio: "The Pursuit of Dignity"                             |
| 1999      | Judging Amy                      | Sr. Newman                       | Episodio: "An Impartial Bias"                                  |
| 1999      | JAG                              | Agente John Nichols              | Episodio: "Contemptuous Words"                                 |
| 1999      | St. Michael's Crossing           | Pasternak                        | Episodio: "CBS Pilot Knockin on Heaven's Door"                 |
| 2002      | Girlfriends                      | Earl                             | Episodio: "My Mother, Myself"                                  |
| 2003      | The Practice                     | Abogado Asistente General Parker | Episodio: "Final Judgment"                                     |
| 2003      | The Handler                      | Handler de la DEA                | Episodio: "Street Boss"                                        |
| 2004      | Century City                     | Abogado Attwell                  | Episodio: "Love and Games"                                     |
| 2004      | Second Time Around               | Dr. Oakes                        | Episodio: "For Better or Worse"                                |
| 2005      | House M.D.                       | John Henry Giles                 | Episodio: "DNR"                                                |
| 2005–06   | Commander in Chief               | Jim Gardner                      | Rol principal                                                  |
| 2006      | Legion of Super Heroes           | Dr. Mar Londo                    | Voz, episodio: "Timber Wolf"                                   |
| 2007      | 24                               | Walid Al-Rezani                  | Rol recurrente (temporada 6)                                   |
| 2008      | Little Britain USA               | Presidente de los Estados Unidos | Rol recurrente                                                 |
| 2009–10   | Dollhouse                        | Boyd Langton                     | Rol principal                                                  |
| 2010      | Undercovers                      | Gary Bloom                       | Episodio: "Funny Money"                                        |
| 2011      | Law & Order: LA                  | Agente Bossy                     | Episodio: "Plummer Park"                                       |
| 2012–13   | Emily Owens, M.D.                | Tim Dupre                        | Rol recurrente                                                 |
| 2013      | Always Night                     | Roger Banks                      | Episodio: "12-12-12"                                           |
| 2013      | Quick Draw                       | Sherrif Matt Love                | Episodio: "Nicodemus"                                          |
| 2013–2023 | The Blacklist                    | Harold Cooper                    | Rol principal                                                  |
| 2015      | The Marriage Tour                | Sr. Wright                       | Rol recurrente (temporada 2)                                   |
| 2016–22   | Billions                         | Franklin Sacker / Frank Sacker   | Rol recurrente                                                 |
| 2017      | The Blacklist: Redemption        | Harold Cooper                    | Episodio: "Whitehall"                                          |
| 2017      | Transformers: Robots in Disguise | Cyclonus/Galvatronus (voces)     | Episodio: "Enemy of My Enemy" & "Freedom Fighters"             |
| 2018–20   | Conrad                           | Don Brewer                       | Episodio: "Hangin' with Conrad" & "Pilot D.O.A"                |
| 2018–21   | Insecure                         | Marcus Walker                    | invitado (temporada 3), rol recurrente (temporada 5)           |
| 2022      | American Masters                 | Orpheus Fisher                   | Voz, episodio: "Marian Anderson: The Whole World in Her Hands" |
| 2023      | Army of the Dead: Lost Vegas     | Boorman                          | Voz                                                            |

### Video games[edit]
| Year | Title             | Voice role            | Notes                  |
| ---- | ----------------- | --------------------- | ---------------------- |
| 2003 | Enter the Matrix  | Comandante Jason Lock | Voz y escenas en video |
| 2004 | The Matrix Online | Comandante Jason Lock | Voz                    |